# اچ‌ام‌اس تیپراری (۱۹۱۵)
اچ‌ام‌اس تیپراری (۱۹۱۵) (به انگلیسی: HMS Tipperary (1915)) یک کشتی بود که طول آن ۳۳۱ فوت (۱۰۰٫۹ متر) بود. این کشتی در سال ۱۹۱۵ ساخته شد.